# Cornelius Johannes Barchman Wuytiers
Cornelius Johannes Barchman Wuytiers (Utrecht, 1692 – Utrecht, 13 maggio 1733) è stato un arcivescovo vetero-cattolico olandese, il secondo arcivescovo di Utrecht della Chiesa vetero-cattolica dei Paesi Bassi.
Proveniva da una famiglia agiata, e studiò a Huissen, Lovanio e Parigi. Durante il suo soggiorno in Francia nel 1718 fu ordinato sacerdote. Nel 1725 fu eletto dal capitolo Vicario generale della Diocesi Haarlem.
Fu eletto arcivescovo di Utrecht il 15 maggio 1725, in seguito all'improvvisa morte di Cornelius van Steenoven; a questa elezione seguì una veemente protesta da parte di papa Benedetto XIII e il 23 agosto 1725 il vescovo eletto fu messo in guardia circa la minaccia di una punizione nei suoi confronti da parte della Chiesa. Come il suo predecessore fu consacrato da Dominique Marie Varlet; la consacrazione avvenne a L'Aia il 30 settembre 1725 e fu causa di scomunica latae sententiae per il consacratore ed il consacrato, come confermato anche con un Breve del 6 dicembre dello stesso anno.
Fu il fondatore del Seminario vetero-cattolico di Amersfoort.
Si appellò al papa per richiedere la convocazione di un Concilio in cui si potesse discutere della canonicità della Chiesa di Utrecht.
È noto per la sua conoscenza teologica e spirituale e per il suo zelo.
Era amico del sacerdote giansensita di Asnières-sur-Seine Jacques Jubé, che aveva conosciuto presso il seminario di Saint-Magloire a Parigi. Insieme, essi convertirono al cattolicesimo la principessa ortodossa russa Irina Dolgorouki, moglie dell'ambasciatore di Russia nelle Province Unite, e i suoi figli.
Morì improvvisamente il 13 maggio 1733 nella sua casa di Rijnwijk, presso Utrecht.

## Genealogia episcopale
La genealogia episcopale è:
- Cardinale Scipione Rebiba
- Cardinale Giulio Antonio Santorio
- Cardinale Girolamo Bernerio, O.P.
- Arcivescovo Galeazzo Sanvitale
- Cardinale Ludovico Ludovisi
- Cardinale Luigi Caetani
- Vescovo Giovanni Battista Scanaroli
- Cardinale Antonio Barberini iuniore
- Arcivescovo Charles-Maurice le Tellier
- Vescovo Jacques Bénigne Bossuet
- Vescovo Jacques de Goyon de Matignon
- Vescovo Dominique Marie Varlet

CHIESA ROMANO-CATTOLICA OLANDESE DEL CLERO VETERO EPISCOPALE
- Arcivescovo Cornelius Johannes Barchman Wuytiers

## Collegamenti
- http://www.okkn.nl Sito ufficiale della Chiesa vetero-cattolica dei Paesi Bassi

## Fonti
- Archivio dell'Arcidiocesi di Utrecht
- Serge A. Theriault, Marie-Dominique Varlet - Lettres du Canada et de la Louisiane, 1713-1724, ISBN 276050378X
- Van der Aa,Biographisch Woordenboek der Nederlanden(1852)